# لندشاپتمن (فرماندار)

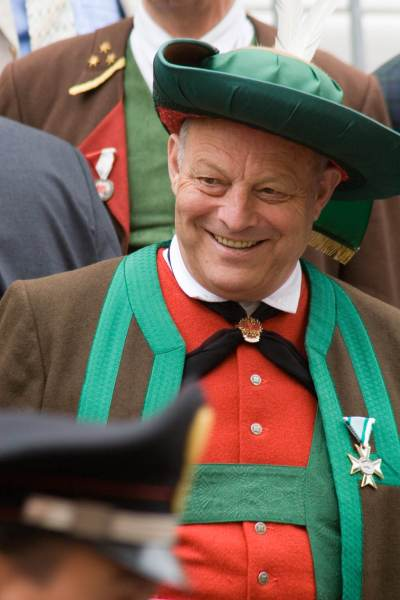
لوئیس دورنوالدر ، لندهاوپتمن از تیرول جنوبی 1989-2014

لندشاپتمن (Landeshauptmann (مرد) یا Landeshauptfrau (زن)) (آلمانی: [ˈlandəsˌhaʊptman] ()) ، "کاپیتان ایالت"، جمع Landeshauptleute،آلمانی: [ˈlandəsˌhaʊ̯ptlɔɪ̯tə] () رئیس یک دولت ایالتی و عالی‌ترین مقام اداری یکی از ایالت‌های اتریش و شهرهای خود مختار ایتالیا مانند: تیرول جنوبی و ترنتینو است. وظیفه‌ی او برابر است با وزیر - رئیس جمهور یا نخست وزیر. تا سال 1933 این اصطلاح در دولت پروس برای رئیس دولت یک استان پروس نیز استفاده می‌شد که به پیروی از آن در حکومت و دولت جدید اتریش نیز همین واژه به‌کار برده شد.

## ریشه ها
از اوایل دوره مدرن، یک لندشاپتمن ( Landeshauptmann ) در ابتدا به‌عنوان فرماندار یا تحت فرمان یک شاهزاده امپراتوری مقدس روم یا خود امپراتور، عمدتاً در قلمروی امپراتوری هابسبورگ (در مورد سرزمین های تاج بوهمی)، بعدها نیز در پادشاهی پروس خدمت می‌کرد. پس از آن، در امپراتوری اتریش ، طبق پتنت فوریه 1861، این عنوان به رئیس مجمع لندتاگ یک سرزمین تاج و تخت هابسبورگ (به نام Landmarschall ) اشاره داشت. در نیدر استرایش ، بوهمیا و گالیسیا )، که به‌عنوان رئیس اداره استان نیز خدمت کرد. همچنین دولت امپراتوری-سلطنتی حاضر در زمان خود، در وین توسط یک Statthalter یا Landespräsident (فرماندار) نمایندگی می‌شد (فرماندار نماینده دولت مرکزی در هر ایالت بود.)
با انحلال امپراتوری اتریش-مجارستان و سپس اعلام جمهوری اتریش آلمانی در سال 1918، مجامع ایالتی و دولت های ایالتی به ریاست لندهاوپتمن بنیان‌گذاری شدند. قانون اساسی اتریش که در سال 1920 تصویب شده بود، اولین جمهوری اتریش (Bundes-Verfassungsgesetz) دفتر نماینده دولت فدرال و رئیس دولت ایالتی را یکپارچه کرد. این عنوان امروزه در اتریش مدرن و همچنین در تیرول جنوبی و ترنتینو، استان‌های خودمختار ایتالیا با پیوندهای زبانی و فرهنگی قوی با ایالت همسایه اتریش تیرول استفاده می‌شود. در جمهوری چک ، یک hejtman (به آلمانی: Hauptmann ) نماینده هر یک از 13 منطقه خودگردان است ( کراج چک، pl. kraje ). این عنوان همچنین توسط امپراتوری آلمان برای فرمانداران در مراحل اولیه حکومت استعماری خود بر آفریقای جنوب غربی آلمان (1893-1898)، توگولند (1893-1898) و گینه نو آلمان (1886-1889، 1892-1899) به کار برده می شد و رسمیت داشت. بدین نحو، هر فرماندار دولت مرکزی را نمایندگی می‌کرد و وظیفه اداره مناطق را برعهده داشت.

## اتریش
در اتریش مدرن، این عنوان برای رئیس قوه مجریه 9 ایالت اتریش به کار می رود که معادل مقام وزیر در ایالت های آلمان است. در کشورهای انگلیسی زبان، این عنوان معمولاً به عنوان " فرماندار " ترجمه می شود، اگرچه همانطور که در بالا ذِکر شد این عملکرد بیشتر با وزیر-رئیس جمهور یا نخست وزیر مطابقت دارد، بدین معنی که این افراد حکم وزارت ایالت تحت اداره خود را دارند.
Landeshauptmann توسط لاندتاگ (پارلمان ایالتی اتریش) هر ایالت بَرگزیده می شود و توسط رئیس جمهور اتریش سوگند یاد می کند و تفویض میشود. در عمل، landeshauptmann تقریبا همواره رهبر حزب اکثریت در پارلمان ایالتی Landtag یا رهبر شریک ارشد در ائتلاف حکومتی است. Landeshauptmann به عنوان نماینده دولت فدرال در سطح ایالت، مسئول اجرای قوانین فدرال نیز می باشد. برخلاف دولت فدرال مرکزی، هیچ تمایز و تفاوتی میان رئیس دولت و شدر اعظم دولت در هر ایالت وجود ندارد و landeshauptmann هر دو نقش را ایفا می کند.
از آنجایی که شهر وین، بر اساس تقسیمات اداری و به تنهایی هم یک شهر و هم یک ایالت است، شهردار آن همزمان Landeshauptmann ایالت نیز هست که توسط مجمع شهرداری و ایالت ( Wiener Gemeinderat und Landtag ) برگزیده می شود. هنگامی که والترود کلاسنیک حزب خلق اتریش ) در سال 1996 میلادی توسط لندتاگ فرماندار اشتایریا شد، ترجیح داد که با نام Frau Landeshauptmann خطاب شود، در حالی که Gabi Burgstaller ( حزب سوسیال‌دموکرات اتریش  حزب سوسیال دمکرات)، فرماندار سالزبورگ از سال 2004 تا 2013، استفاده از لقبی تحت عنوان Frau Landeshauptfrau را ترجیح داد. از 1 ژوئیه 1988، قانون اساسی اتریش اجازه می دهد، امّا تعیین نمی کند.  بلکه تعیین دفاتر مربوط به جنسیت باشد.

### لیست استانداران
|  | نمایه | نام                 | ایالت اتریش                                                     | آغاز بکار     | حزب سیاسی     | State political affiliation |
|  | ----- | ------------------- | --------------------------------------------------------------- | ------------- | ------------- | --------------------------- |
|  |       | مایکل لودویگ        | وین همچنین ببینید: فهرست شهرداران وین                           | ۲۴ مه ۲۰۱۸    | سوسیال‌دموکرات | SPÖ Wien                    |
|  |       | یوهانا میکل لایتنر  | نیدراسترایش همچنین ببینید: فهرست فرمانداران نیدراسترایش         | ۱۹ آوریل ۲۰۱۷ | حزب خلق اتریش | حزب خلق نیدراسترایش         |
|  |       | ویلفرد هاسلائر      | سالزبورگ همچنین ببینید: فهرست فرمانداران سالزبورگ (ایالت فدرال) | ۱۹ ژوئن ۲۰۱۳  | حزب خلق اتریش | حزب خلق سالزبورگ            |
|  |       | آنتون ماتل          | تیرول See also: فهرست فرمانداران تیرول (ایالت)                  | ۲۵ اکتبر ۲۰۲۲ | حزب خلق اتریش | حزب خلق تیرول               |
|  |       | هانس پیتر دوسکوزیل  | بورگن‌لاند همچنین ببینید: فهرست فرمانداران بورگن‌لاند             | ۲۸ فوریه ۲۰۱۹ | سوسیال‌دموکرات | SPÖ Burgenland              |
|  |       | توماس استلزر        | اوبراسترایش همچنین ببینید: فهرست فرمانداران اوبراسترایش         | ۶ آوریل ۲۰۱۷  | حزب خلق اتریش | حزب خلق اوبراسترایش         |
|  |       | پیتر قیصر           | کرنتن همچنین ببینید: فهرست فرمانداران کرنتن                     | ۲۸ مارس ۲۰۱۳  | سوسیال‌دموکرات | SPÖ Kärnten                 |
|  |       | مارکوس والنر        | فورآرلبرگ همچنین ببینید: فهرست فرمانداران فورآرلبرگ             | ۷ دسامبر ۲۰۱۱ | حزب خلق اتریش | حزب خلق فورآرلبرگ           |
|  |       | Christopher Drexler | اشتایرمارک همچنین ببینید: فهرست فرمانداران اشتایرمارک           | ۴ ژوئیه ۲۰۲۲  | حزب خلق اتریش | حزب خلق اشتایرمارک          |

## تیرول جنوبی و ترنتینو
بر اساس قرارداد 1946 گروبر-دو گاسپری و دومین اساسنامه خودمختاری 1972، مدیران ارشد دولت های استانی ( ایتالیایی: Presidente della Provincia autonoma   ) از تیرول جنوبی و ترنتینو ( دو استان خودمختار در ایتالیا با اکثریت اتریشی ) در زبان آلمانی Landeshauptleute نامیده می شوند.
رئیس دولت خودمختار تیرول جنوبی توسط مجلس قانونگذاری استان ( پارلمان استانی که لندتاگ نام دارد) برگزیده می شود. او به عنوان Landeshauptmann ، نماینده استان در خارج و در جلسات مناطق با دولت ایتالیا است. او همچنین حق دارد در جلسات شورای وزیران تا آنجا که در مورد مسائل تیرول جنوبی بحث می شود شرکت کند. دو معاون آنها باید نماینده گروه ایتالیایی زبان و آلمانی زبان منطقه خود باشند.
علیرغم اصطلاحات آلمانی Landeshauptmann (لندشاپتمن ) و Landtag (لندتاگ)، تیرول جنوبی و ترنتینو بر اساس تصور ایتالیایی، هیچ ایالت فدرال ( Länder ) نیستند، بلکه صرفاً تقسیمات اداری تحت حاکمیت ملی ( enti territoriali ) هستند، هرچند این دو منطقه دارای مسئولیت های خودگردان و اختیارات قانونی قابل توجهی باشند.
|  | نمایه | نام               | ناحیه                                                   | آغاز به‌کار    | حزب سیاسی           |
|  | ----- | ----------------- | ------------------------------------------------------- | ------------- | ------------------- |
|  |       | آرنو کمپاتشر      | تیرول جنوبی همچنین ببینید: فهرست فرمانداران تیرول جنوبی | ۹ ژانویه ۲۰۱۴ | حزب خلق تیرول جنوبی |
|  |       | مائوریتزیو فوگاتی | ترنتینو همچنین ببینید: فهرست فرمانداران ترنتینو         | ۲۲ اکتبر ۲۰۱۸ | لگا نورد            |

## پروس
از سال 1875 میلادی اقتدار و مدیریت سرزمینی املاک در دوازده استان اداری پروس به عنوان Provinzialverbände دوباره سازماندهی شد. هر یک از این ایالت های خودگردان در یک مجلس استانی ( پرووینس لندتاگ یا لندتاگ منطقه ای) نماینده داشتند که اعضای آن توسط بخش های روستایی و شهری در داخل هر استان نمایندگی می شدند. هر منطقه از طریق معاونان برگزیده خود، خدمات مختص خود از جمله :ساخت و ساز و نگهداری  از جاده های استانی، بیمارستان ها، مدارس، بانک های پس انداز عمومی، ادارات دفع زباله و غیره را به صورت خودگردان سازماندهی کردند.
اداره هر استان در ابتدا توسط یک Landesdirektor ( مدیر استانی ) اداره می شد که توسط مجمع برای دوره های شش ساله (اما در منطقه پومرانیا دوره ها پنج ساله بودند) و حداکثر در دو دوره برگزیده می شد. صاحب منصب ریاست استانی ، یعنی حکومت استانی خودمختار را بر عهده داشت، در حالی که Oberpräsident نماینده منصوب شده از سوی پادشاه برایهر استان بود و مشغول اجرای و نظارت بر اختیارات مرکزی دولت پروس بود و بر اجرای فرمان‌های شاه نظارت می کرد.
در دهه های بعد و با گذر زمان، به کارگیری واژه Landeshauptmann (لندشاپتمن ) به تدریج در همه استان های پروس به جز یکی از استان های جایگزین عبارت قبلی Landesdirektor شد. هنگامی که این پادشاهی در سال 1920 رسما به یک کشور آزاد  و مستقل تبدیل شد، فقط لندتاگ براندنبورگ تصمیم گرفته بود که بیان سنتی واژه را درباره منصب مذکور حفظ کند. با الغای خودمختاری دموکراتیک در تمام سطوح دولتی در جریان فرآیند Gleichschaltung پس از تسلط نازی ها در سال 1933، صاحبان مناصب مرخص یا بازنشسته شدند و دفاتر آنها خالی ماندند.

### منطقه کلایپدا
منطقه کلایپدا ( آلمانی: Memelland   ) که پس از جنگ جهانی اول از پروس شرقی جدا شد و در شورش کلایپدا در سال 1923 میلادی توسط دولت لیتوانی ضمیمه خاک آنها شد، به استفاده از اصطلاحات Landesdirektor (یعنی عضو دولت) و Landesdirektorium ( لیتوانیایی: krašto direktorija یعنی دولت) ادامه داد ; همچنین به رئیس دولت عنوان Landespräsident (رئیس جمهور ایالت) اعطا شد و وی اینگونه خطاب می شد.